# Blasisaurus
Blasisaurus là một chi khủng long, được Cruzado-Caballero Pereda-Suberbiola & Ruíz-Omeñaca mô tả khoa học năm 2010.